# Federico Delbonis
Federico Delbonis (* 5. Oktober 1990 in Azul) ist ein argentinischer Tennisspieler.

## Karriere

### Einzel
2007 begann Delbonis seine Profikarriere, die zunächst von Misserfolgen geprägt war. Zwei Jahre später gelang ihm der Durchbruch: Im Februar 2009 feierte er bei einem ITF-Future-Turnier in Guatemala seinen ersten Turniersieg, dem weitere gute Resultate im Rahmen der ATP Challenger Tour folgten. Im August gewann er das Challenger-Turnier in Manerbio nach einem Zweisatzsieg im Finale gegen Leonardo Tavares. Durch diesen Erfolg rückte er erstmals in die Top 300 der Weltrangliste vor.
Im April 2010 zog er in das Finale des ATP Challengers in Neapel ein, verlor dieses aber mit 4:6, 4:6 gegen den Portugiesen Rui Machado. In diesem Monat gelang ihm auch in Rom sein zweiter Challenger-Erfolg; im Endspiel besiegte er Florian Mayer mit 6:4, 6:3. Durch einen weiteren Finaleinzug in Rimini rückte der Argentinier auf Platz 117 vor, was seine bislang beste Weltranglisten-Platzierung ist. Im gleichen Jahr nahm er erstmals an der Qualifikation der US Open, Australian Open und French Open teil, schied allerdings jedes Mal in der ersten Runde aus.
Das Jahr 2011 begann für Delbonis mit einem Challenger-Halbfinaleinzug in São Paulo, verlief aber ansonsten lange Zeit ohne wirkliche Erfolge. In der ersten Qualifikationsrunde zum Masters-Turnier in Madrid siegte er überraschend gegen die damalige Nummer 47 der Welt, Fabio Fognini – sein erster Sieg gegen einen Top-50-Spieler – schied aber in der darauffolgenden Runde aus. Im Juli 2011 endete seine Durststrecke, als er als Qualifikant beim ATP-250-Turnier in Stuttgart das Halbfinale erreichte. Auf dem Weg dorthin bezwang Delbonis nacheinander Florian Mayer, Serhij Stachowskyj und Pavol Červenák, bevor er Juan Carlos Ferrero mit 6:3, 4:6, 4:6 unterlag.
Beim Turnier in Hamburg konnte er im Juli 2013 als Nr. 114 der Weltrangliste über die Qualifikation ins Finale einziehen. Durch Siege unter anderem über die in den Top 35 stehenden Spanier Tommy Robredo, Fernando Verdasco und Nicolás Almagro erreichte er das Halbfinale. Dort bezwang er Roger Federer mit 7:67 und 7:64. Im Finale unterlag er Fabio Fognini, der bereits vor einer Woche das Turnier in Stuttgart gewann, mit 6:4, 6:78, 2:6.
2016 gewann er mit dem argentinischen Davis-Cup-Team den Davis Cup. Im Finale gegen Kroatien kam er in beiden Einzeln zum Einsatz. Nach einer Auftaktniederlage gegen Marin Čilić steuerte er mit seinem Sieg gegen Ivo Karlović den entscheidenden Punkt zum 3:2-Sieg bei.
Im Jahr 2013 spielte Delbonis in der 1. Bundesliga für den Bremerhavener TV 1905.

## Erfolge
| Legende (Anzahl der Siege)  |
| Grand Slam                  |
| ATP World Tour Finals       |
| ATP World Tour Masters 1000 |
| ATP World Tour 500          |
| ATP World Tour 250 (4)      |
| ATP Challenger Tour (16)    |

| Titel nach Belag |
| Hartplatz (0)    |
| Sand (4)         |
| Rasen (0)        |

### Einzel

#### Turniersiege

##### ATP World Tour
| Nr. | Datum          | Turnier    | Belag    | Finalgegner   | Ergebnis      |
| --- | -------------- | ---------- | -------- | ------------- | ------------- |
| 1.  | 2. März 2014   | São Paulo  | Sand (i) | Paolo Lorenzi | 4:6, 6:3, 6:4 |
| 2.  | 10. April 2016 | Marrakesch | Sand     | Borna Ćorić   | 6:2, 6:4      |

##### ATP Challenger Tour
| Nr. | Datum              | Turnier      | Belag | Finalgegner            | Ergebnis       |
| --- | ------------------ | ------------ | ----- | ---------------------- | -------------- |
| 1.  | 30. August 2009    | Manerbio     | Sand  | Leonardo Tavares       | 6:1, 6:3       |
| 2.  | 25. April 2010     | Rom          | Sand  | Florian Mayer          | 6:3, 6:4       |
| 3.  | 27. Januar 2013    | Bucaramanga  | Sand  | Wayne Odesnik          | 7:64, 6:3      |
| 4.  | 14. April 2013     | Barranquilla | Sand  | Facundo Bagnis         | 6:3, 6:2       |
| 5.  | 19. April 2015     | Sarasota     | Sand  | Facundo Bagnis         | 6:4, 6:2       |
| 6.  | 28. Juni 2015      | Mailand      | Sand  | Rogério Dutra da Silva | 6:1, 7:66      |
| 7.  | 4. Oktober 2015    | Rom          | Sand  | Filip Krajinović       | 1:6, 6:3, 6:4  |
| 8.  | 25. Juni 2017      | Todi         | Sand  | Marco Cecchinato       | 7:5, 6:1       |
| 9.  | 21. Oktober 2017   | Cali (1)     | Sand  | Guilherme Clezar       | 7:610, 7:5     |
| 10. | 23. September 2018 | Biella       | Sand  | Stefano Napolitano     | 6:4, 6:3       |
| 11. | 14. Juli 2019      | Perugia      | Sand  | Guillermo García López | 6:0, 1:6, 7:65 |
| 12. | 24. Juni 2023      | Cali (2)     | Sand  | Guido Andreozzi        | 6:4, 6:76, 6:3 |

#### Finalteilnahmen
| Nr. | Datum         | Turnier | Belag | Finalgegner    | Ergebnis       |
| --- | ------------- | ------- | ----- | -------------- | -------------- |
| 1.  | 21. Juli 2013 | Hamburg | Sand  | Fabio Fognini  | 6:4, 6:78, 2:6 |
| 2.  | 24. Mai 2014  | Nizza   | Sand  | Ernests Gulbis | 1:6, 6:75      |

### Doppel

#### Turniersiege

##### ATP World Tour
| Nr. | Datum        | Turnier       | Belag    | Partner         | Finalgegner                 | Ergebnis |
| --- | ------------ | ------------- | -------- | --------------- | --------------------------- | -------- |
| 1.  | 4. März 2018 | São Paulo (1) | Sand (i) | Máximo González | Wesley Koolhof Artem Sitak  | 6:4, 6:2 |
| 2.  | 3. März 2019 | São Paulo (2) | Sand     | Máximo González | Luke Bambridge Jonny O’Mara | 6:4, 6:3 |

##### ATP Challenger Tour
| Nr. | Datum             | Turnier      | Belag | Partner         | Finalgegner                       | Ergebnis          |
| --- | ----------------- | ------------ | ----- | --------------- | --------------------------------- | ----------------- |
| 1.  | 5. März 2011      | Salinas      | Sand  | Facundo Bagnis  | Rogério Dutra da Silva João Souza | 6:2, 6:1          |
| 2.  | 3. September 2011 | Como         | Sand  | Renzo Olivo     | Martín Alund Facundo Argüello     | 6:1, 6:4          |
| 3.  | 18. März 2012     | Rabat        | Sand  | Íñigo Cervantes | Martin Kližan Stéphane Robert     | 6:73, 6:1, [10:5] |
| 4.  | 14. April 2013    | Barranquilla | Sand  | Facundo Bagnis  | Fabiano de Paula Stefano Ianni    | 6:3, 7:5          |

#### Finalteilnahmen
| Nr. | Datum          | Turnier           | Belag | Partner           | Finalgegner                    | Ergebnis          |
| --- | -------------- | ----------------- | ----- | ----------------- | ------------------------------ | ----------------- |
| 1.  | 4. August 2018 | Kitzbühel         | Sand  | Daniele Bracciali | Roman Jebavý Andrés Molteni    | 2:6, 4:6          |
| 2.  | 21. Juli 2019  | Båstad            | Sand  | Horacio Zeballos  | Sander Gillé Joran Vliegen     | 7:65, 5:7, [5:10] |
| 3.  | 14. März 2021  | Santiago de Chile | Sand  | Jaume Munar       | Simone Bolelli Máximo González | 6:74, 4:6         |

## Abschneiden bei Grand-Slam-Turnieren

### Einzel
| Turnier         | 2010 | 2011 | 2012 | 2013 | 2014 | 2015 | 2016 | 2017 | 2018 | 2019 | 2020 | 2021 | 2022 | 2023 | Karriere |
| --------------- | ---- | ---- | ---- | ---- | ---- | ---- | ---- | ---- | ---- | ---- | ---- | ---- | ---- | ---- | -------- |
| Australian Open | Q1   | —    | —    | —    | 1    | 1    | 3    | 1    | 1    | 1    | 2    | —    | 1    | Q1   | 3        |
| French Open     | Q1   | Q2   | Q2   | 2    | 1    | 1    | 1    | 1    | 2    | 2    | 1    | AF   | 2    | Q2   | AF       |
| Wimbledon       | —    | Q1   | —    | —    | 1    | 1    | 1    | —    | 1    | 1    |      | 1    | 1    | —    | 1        |
| US Open         | Q1   | —    | Q1   | Q1   | 2    | 1    | 2    | —    | 1    | 1    | 1    | 1    | 1    | Q1   | 2        |

Zeichenerklärung: S = Turniersieg; F, HF, VF, AF = Einzug ins Finale / Halbfinale / Viertelfinale / Achtelfinale; 1, 2, 3 = Ausscheiden in der 1. / 2. / 3. Hauptrunde; Q1, Q2, Q3 = Ausscheiden in der 1. / 2. / 3. Qualifikationsrunde; nicht ausgetragen